# 阿拉伯征服埃及
公元639年至642年间，在阿姆鲁·本·阿斯的领导下，阿拉伯正统哈里发政权征服了埃及。这场战争结束了罗马帝国在埃及长达7个世纪的统治，广义上则终结了埃及在希臘—羅馬世界治下一千年的历史。 
在穆斯林征服埃及之前，拜占庭帝国（东罗马帝国）对埃及的统治已经受到了动摇。618年—629年间，埃及一度被萨珊王朝占领，尔后又被拜占庭皇帝希拉克略收复，阿拉伯人遂趁拜占庭政权疲惫不堪之时发动了入侵战争。630年代中期，穆斯林从拜占庭手中占领了黎凡特，夺走了拜占庭在阿拉伯半岛上的盟友伽珊尼德。随着繁荣的埃及被穆斯林进一步征服，拜占庭帝国的军事力量与国力被严重削弱，使得帝国的广大领土在未来的几个世纪内被其他政权日渐蚕食。

## 背景
伊斯兰教创始人穆罕默德在632年去世后，正统哈里发的军队开始向萨珊王朝和拜占庭帝国两个方向扩张，而这两个历史上强大的国家都没有做好应对入侵的准备，且都严重低估了阿拉伯人日益强大的实力。
阿拉伯人在636年通过雅尔穆克战役击败了拜占庭，又于翌年通过卡迪西亚战役击败了萨珊，他们的目光很快投向了拜占庭丰饶的非洲领土。在围攻耶路撒冷后，阿姆鲁·本·阿斯向哈里发奥马尔·本·赫塔卜提议入侵埃及。哈里发最初同意了阿姆鲁的请求，但在最后的关键时刻又反悔并试图阻止阿姆鲁，但为时已晚。

## 征服过程

### 越过埃及边境
根据阿拉伯人的记载，阿姆鲁于639年12月率领4000名士兵前往埃及。奥马尔哈里发曾重新考量阿姆鲁仅用4000名士兵征服拜占庭帝国这个大国治下的埃及是否是明智之举，并写信命令他尽快返回，以便率领他的部队参与其他地区的战役，同时他在信中表示若阿姆鲁的军队已越过埃及边境，那么军队的指挥权就完全交给阿姆鲁。
阿姆鲁在距离埃及边境很近的拉法收到信使乌克班·本·阿慕尔（'Uqbah ibn 'Amr）带来的信，他随即猜到了哈里发的意图，并在不读信件的情况下命令加快行军速度。越过埃及边境的当晚，阿姆鲁行军至阿里什城附近的沙杰拉廷（Shajratein）山谷时才打开哈里发的信件，以军队已经越过埃及边境为由决定继续前进。得知消息的奥马尔只得进一步观察战场情势，派遣部队集中在麦地那，以便随时策应入侵埃及的军队。离开沙杰拉廷后，阿姆鲁的军队很快进入了阿里什城并接管了这个没有军队驻扎的城市。

### 攻克贝鲁西亚和比勒拜斯
在阿拉伯军队进逼埃及的同时，拜占庭希拉克略皇帝的长子希拉克略·君士坦丁刚刚接受亚历山大的居鲁士之女阿门努萨（Armenousa）的求婚。639年末，在盛大的结婚护送队伍（包括2000名骑兵、奴隶和一支携带财宝的商队）的护送下，阿门努萨自巴比伦出发前往凯撒利亚。在途中，听说阿拉伯正在入侵埃及的阿门努萨派遣了一支骑兵赴有埃及东部门户之称的貝魯西亞协防，她自己则带着更多人留在比勒拜斯，并向她的父亲居鲁士送去阿拉伯人入侵的警报。
639年末至640年1月初，穆斯林军队兵临贝鲁西亚，并围困贝鲁西亚长达2个月，在围困中，拜占庭并未出兵支援。640年2月，胡扎法·本·瓦拉（Huzaifah ibn Wala）的部队成功攻克了贝鲁西亚，随后穿过沙漠进军比勒拜斯。阿姆鲁曾试图通过埃及人与阿拉伯人之间以夏甲为纽带的所谓亲缘关系，试图说服埃及人交出城市并投降，但未能成功。3月底，穆斯林军队完全占领了比勒拜斯。在比勒拜斯战役中，拒绝皈依伊斯兰教或上缴吉茲亞的阿雷提翁将军战死，主张投降而遭到部下反对的居鲁士则逃往了巴比伦要塞，他的女儿阿门努萨则在穆斯林攻克城市后被俘，但随后被送还给居鲁士。

### 巴比伦围城战
640年5月，穆斯林军队抵达巴比伦要塞，开始围攻。巴比伦是比贝鲁西亚和比勒拜斯规模更大且更重要的城市，罗马人在此做好了抵抗围攻的准备，而穆斯林低估了罗马军队的抵抗能力。穆斯林军队围攻的巴比伦城拥有高18米、厚超过2米的城墙，且周身环绕着诸多塔楼与堡垒，罗马人在这些防御工事中部署了4000人的军队，早期的穆斯林资料称守军是攻城军队的六倍之多。在围城战的前两个月，穆斯林都没能在巴比伦取得任何战果。
在巴比伦围城战的同一个月，阿姆鲁派出一支部队前去攻打法尤姆，而料到这一点的拜占庭军队早已在通往法尤姆的途经之路上布防。发现无法攻下法尤姆的穆斯林军队转而前往西部沙漠，劫掠了当地的牛和其他动物，随后前往俄克喜林庫斯并攻下了这里，当地的运河系统在这场战役中毁于战火，其后逐渐荒废。未能攻下俄克喜林库斯的穆斯林军队沿着尼罗河回到了下埃及。
围城战中，阿卡迪亚埃及行省的阿纳斯塔修斯（Anastasius）和亚历山大行省的狄奥多西（Theodosius）率军自尼基乌（羅馬化：Pashati）赶到巴比伦增援，另有一支由莱昂提乌斯（Leontius）指挥的部队被派往法尤姆增援。被派去追踪攻打俄克喜林库斯的约翰将军战死，收到消息的巴比伦指挥官狄奥多罗斯感到十分悲伤。后来，约翰的尸体被人用网从尼罗河打捞了上来，做了防腐处理后送到了皇帝希拉克略处。收到尸体的希拉克略赞赏了牺牲的约翰，又指责了狄奥多罗斯，狄奥多罗斯认为皇帝将约翰之死归咎于他，由此心存不满，与皇帝产生嫌隙。

#### 麦地那增援前线
由于巴比伦久攻不克，奥马尔哈里发曾派遣4000名参加过征服黎凡特战役的士兵前去支援，但仍然未能成功攻城。7月，阿姆鲁去信哈里发，请求再调派军队增援，收到消息的哈里发在8月又集结4000名精兵，分四路纵队前去支援，并委任曾参加雅尔穆克战役的军官祖拜尔·本·阿尔瓦姆担任这支军队的最高指挥官。增援部队在9月抵达巴比伦。自此，穆斯林在征服埃及的战争中投入了12000人的兵力，但兵力仍然比较有限。

#### 赫利奥波利斯战役
祖拜尔抵达巴比伦后，向阿姆鲁指出，距巴比伦仅15公里（10英里）远的赫利奥波利斯极有可能发兵支援，从而解除巴比伦之围。为消除这一可能的威胁，阿姆鲁于640年7月率领一半的围城军队前去攻打赫利奥波利斯。
穆斯林骑兵与罗马骑兵在现今的阿巴西亞附近爆发了战斗。这场以穆斯林胜利告终的战斗尽管不是赫利奥波利斯战役结果的决定性因素，但使得穆斯林攻取了今阿布丁（Abdyn）到阿兹巴基亚一带的大片要地，而被击败的罗马残兵则撤到了巴比伦或尼基乌。穆斯林军队抵达赫利奥波利斯后，祖拜尔挑选了一些精兵，在城池防守薄弱处出其不意地登城，杀死守城的士兵并打开了城门，穆斯林很快占领了这座城市。随后，阿姆鲁率部回到了巴比伦。

#### 攻克法尤姆和巴比伦
赫利奥波利斯战役以穆斯林军队胜利的消息传到罗马人耳中后，法尤姆总督多门提亚努斯（Domentianus）率领他的部队逃跑了，抛弃了法尤姆的人民。阿姆鲁听说消息后，立刻攻下了整个法尤姆行省，并将顽强抵抗的法尤姆城市洗劫一空。
在战斗中，狄奥多罗斯和阿姆鲁互派使者谈判，后两人亲自会面谈判，但谈判还是陷于僵局。12月20日晚，祖拜尔使用赫利奥波利斯战役中使用的相同方法进入城堡并打开了巴比伦城门，穆斯林军队在次日早上成功占领了城市。狄奥多罗斯率部撤往罗达岛继续抵抗。641年4月6日，穆斯林军队最后一次发动进攻，罗马军队在数天内悉数撤离到了尼基乌。

### 底拜德投降
640年12月22日，亚历山大的居鲁士与穆斯林军队签订条约，承认穆斯林对埃及及底拜德拥有治权，并同意以一个成年男性两份税额的方式上缴吉兹亚。尽管这个条约要经过希拉克略皇帝的批准，但居鲁士称不论希拉克略承认与否，他都将遵守这份条约，阿姆鲁也去信奥马尔哈里发，请求他同意这份条约。奥马尔收到消息后，要求前线关注希拉克略的反应以便作出进一步指示，而得知此事的希拉克略则非常愤怒，写信痛骂居鲁士是异教徒和卑鄙的懦夫。

### 进军并征服亚历山大

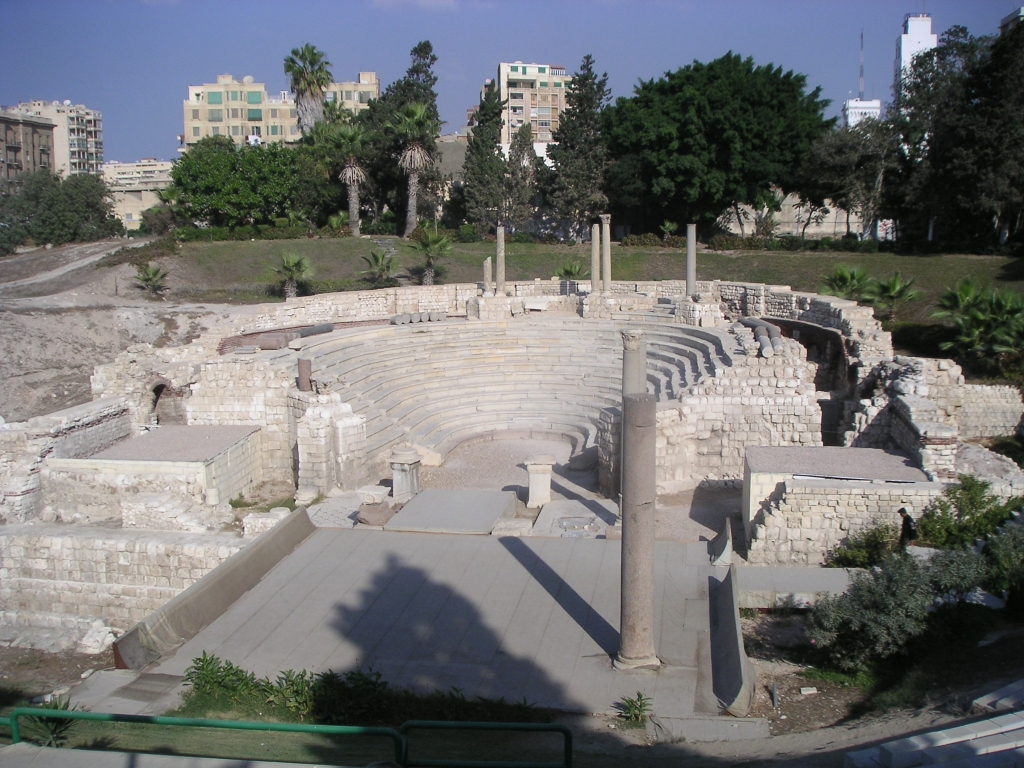
古羅馬建築风格的亚历山大剧场

641年2月，阿姆鲁率领军队主力自巴比伦前往亚历山大港。行军过程中，穆斯林与沿途的守军交战。沿途中，穆斯林发现了驻扎的多门提亚努斯和他的军队，多门提亚努斯闻风而逃往亚历山大，将他的军队抛弃给了穆斯林人，这些放下武器的士兵被穆斯林悉数杀害。穆斯林军队路过塞易斯时发现了狄奥多罗斯的家眷，将他们全部杀害。
641年3月，经过数日行军的穆斯林抵达亚历山大港，并发动了围城战。在亚历山大内部，多门提亚努斯和亚历山大的贵族不和，当地贵族中又分为美纳斯（Menas）和菲利亚德斯（Philiades）两个派系，后者是亚历山大族长乔治一世的兄弟，两派亦有内斗，最高指挥官狄奥多罗斯则因为不满多门提亚努斯抛弃军队逃跑的行为而站在厌恶后者的美纳斯一边。美纳斯和多门提亚努斯分别招揽了“蓝军”和“绿军”以求抵抗穆斯林，但两军从集结起就开始内斗，最终狄奥多罗斯竭力阻止了他们的争斗，并褫夺了多门提亚努斯十夫长的军衔，令阿尔塔纳（Artana）取而代之。
正如阿姆鲁所预测的那样，攻克亚历山大显然要比攻下其他城市更为困难。亚历山大对于拜占庭有极为重要的价值，故罗马人倾尽全力去抵抗穆斯林军队，他们在城上安装投石机击退了来犯的穆斯林，却又无法从城中出击将攻城军队击溃。战役陷入了拉锯之中。
在战役进行的同时，拜占庭皇帝希拉克略在首都君士坦丁堡集结了一支军队，打算亲征亚历山大，但希拉克略还未出发便病逝了，他的去世又引发了继承人的内斗，从而使集结在君士坦丁堡的军队没能支援亚历山大。在围城的六个月中，奥马尔哈里发逐渐失去耐心，他认为阿姆鲁在围攻中消耗了太久的时间，遂委派乌巴达·本·萨米特为新的指挥官指挥攻城战役。乌巴达领导下的穆斯林军队很快攻克了亚历山大，守城的军队大多被俘或被杀，少数人得以逃往君士坦丁堡。
穆斯林虽然攻陷了亚历山大，但城内的埃及人仍在顽强抵抗，乌巴达与阿姆鲁都意图屠城。亚历山大的居鲁士出面说服穆斯林军官不要屠城，又成功说服了当地的埃及人接受了穆斯林的条件。641年11月28日，埃及人与穆斯林签订了为期11个月的休战协议，同意自12月10日起至翌年的9月持续向阿拉伯人上贡，此后，阿姆鲁的军队马踏尼罗河三角洲而几乎未遇到抵抗，拜占庭的最后一支军队于642年9月17日撤离亚历山大，18日，狄奥多罗斯在塞浦路斯岛把亚历山大交给了阿姆鲁，后者于29日进驻亚历山大，城内的居民没有抵抗。亚历山大的投降与拜占庭的撤军标志着战役的结束，埃及自此终结了罗马统治时代，进入了穆斯林统治时期。

## 后续

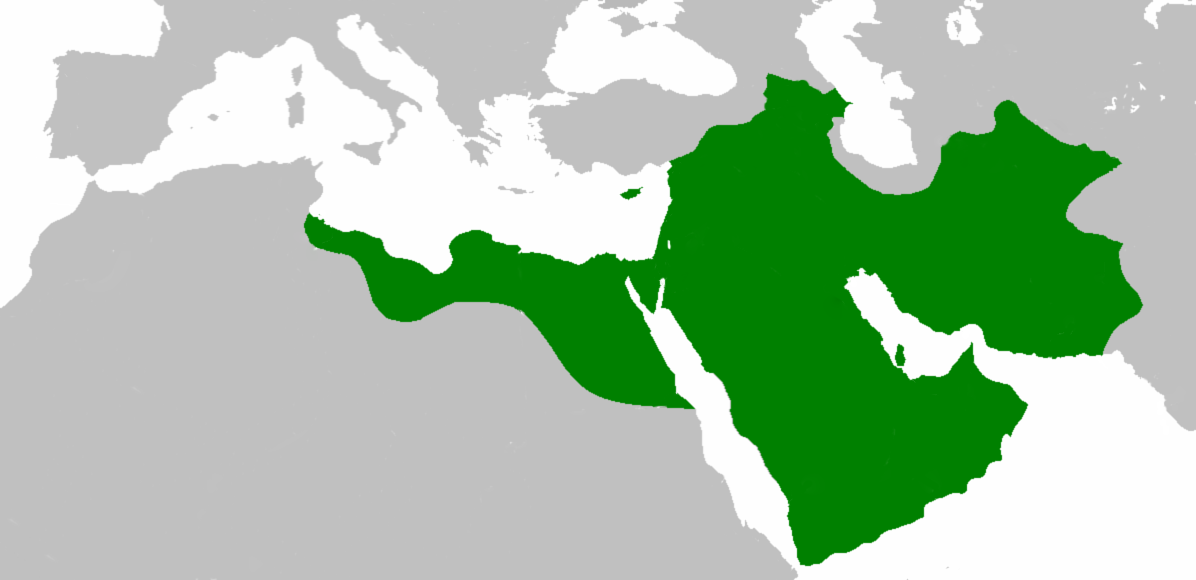
654年的正统哈里发版图，埃及被纳入统治并埃及伊斯兰化。

### 入侵努比亚
642年夏，阿姆鲁和乌克巴派遣一支部队入侵了与埃及南部接壤，信奉基督教的努比亚。然而，在努比亚骑兵极高的机动性之下，穆斯林军队遭受了严重的损失。最终，穆斯林与努比亚人在651年—652年间签订条约，确定了埃及与努比亚的边界。

### 拜占庭的反攻尝试
645年，新登基的拜占庭皇帝君士坦斯二世决心夺回亚历山大，在军队领导人曼努埃尔（Manuel）的指挥下，东罗马的庞大舰队运送大量士兵到达亚历山大，一度夺回了亚历山大，而当时可能在麦加的阿姆鲁被紧急召回指挥埃及的阿拉伯军队，两军在尼基乌交战，穆斯林以15000人的兵力大败军队数量上逊于他们的拜占庭军队，拜占庭最终没能夺回亚历山大港。这次反攻是此后的500年内拜占庭唯一的一次反攻尝试，直至12世纪，时任皇帝曼努埃爾一世试图远征埃及，但最终未能成功。

## 延伸阅读
- Betts, Robert B.  2nd rev. Athens: Lycabettus Press. 1978. ISBN 9780804207966.
- Charles, Robert H. . Merchantville, NJ: Evolution Publishing. 2007 [1916]. ISBN 9781889758879.
- Meyendorff, John. . The Church in history 2. Crestwood, NY: St. Vladimir's Seminary Press. 1989  [2024-06-03]. ISBN 9780881410563. （原始内容存档于2024-09-28）.
- Ostrogorsky, George. . Oxford: Basil Blackwell. 1956  [2024-06-03]. （原始内容存档于2024-09-30）.
- Sijpesteijn, Petra M. . . Oxford Studies in Byzantium. 2013: 49–113. ISBN 978-0-19-967390-2. doi:10.1093/acprof:oso/9780199673902.003.0003.